# Zarośle (Majaczewice)
Zarośle – część wsi Majaczewice w Polsce, położona w województwie łódzkim, w powiecie sieradzkim, w gminie Burzenin. Wchodzi w skład sołectwa Majaczewice. 
W latach 1975–1998 miejscowość administracyjnie należała do województwa sieradzkiego.